# إليزابيث غولد بيل
إليزابيث غولد بيل (24 ديسمبر 1862 - 9 يوليو 1934) هي أول طبيبة امرأة مؤهلة لممارسة الطب في شمال إيرلندا – في أولستر – ومناصرة صريحة ومناضلة لمنح المرأة حق الاقتراع.  في حركة احتجاجية منظمة بواسطة الاتحاد الاجتماعي والسياسي للمرأة بين عامي 1913 و1914، شاركت بيل في سلسلة من هجمات الإحراق المتعمد ضد المؤسسة الوحدوية في بلفاست. بعد صدور العفو العام على إثر اندلاع الحرب العالمية الأولى، أصبحت بيل واحدة من أولى النساء العاملات مع الفيلق الطبي بالجيش الملكي البريطاني. في سنوات حياتها الأخيرة، واصلت بيل حملتها في سبيل خدمات الأمومة ورعاية الطفل.

## نضالها لمنح المرأة حق الاقتراع
انضمت بيل في وقت مبكر ربما من أيام دراستها في كلية الطب إلى جمعية حق المرأة في الاقتراع في شمال إيرلندا (التي أصبحت معروفة منذ عام 1909 باسم جمعية «دبليو إس إس» الإيرلندية). تأسست هذه الجمعية في بلفاست على يد إيزابيلا تود في عام 1872، ويعود لها الفضل في مساعدة النساء في بلفاست على تحصيل حقهن في الامتيازات البلدية (حق الملكية) في عام 1888. في جمعية «دبليو إس إس»، ساهمت بيل في تحصيل الحق البرلماني الكامل والمتساوي مع إنهاء «مؤامرة الصمت» حول مجموعة من القضايا التي تضغط على النساء. ناقشت الاجتماعات الأسبوعية في بلفاست الاعتدال في معاقرة الخمر، ووفيات الأطفال، والتربية الجنسية، والأمراض التناسلية، والاتجار بالعبيد البيض، وتشريعات المصانع الحامية للنساء وتكافؤ الفرص.
تواصلت بيل أيضًا في إنجلترا مع إميلين بانكيرست وبناتها، سيلفيا، وكريستابيل وأديلا. في عام 1903، أنشأت عائلة بانكيرست الاتحاد الاجتماعي والسياسي للمرأة (دبليو إس بّي يو) تحت شعار «أفعال لا أقوال». في عام 1911، شاركت بيل في مظاهرة للاتحاد الاجتماعي والسياسي للمرأة في لندن، حيث بادرت مع أخريات إلى تحطيم نوافذ متجر سوان وإدغار. أُلقي القبض عليها واحتُجزت في الحبس الانفرادي في سجن هولواي للنساء.
في عام 1912، اعتنت بيل بالنساء المحتجزات بتهم مماثلة في سجن طريق كروملين في بلفاست وساعدت على تعافيهن. بعد تزايد الممارسات النضالية ونموها، بدأت المحتجزات بإضراب عن الطعام وتعرضن للإطعام القسري.
في صيف 1913، أعلنت مناضلات «دبليو إس إس» الإيرلندية في بيان لهن: «إذا ما أمكن تقريب الحماية القانونية للأطفال الصغار لأسبوع واحد من خلال صوتنا، [فإنهن] يرفضن ... النساء ... القول بأننا غير محقات في حرق كل مبنى حكومي في البلد». عندما أرسلت كريستابيل بانكيرست دوروثي إيفانز في سبتمبر 1913 لتنظيم الاتحاد السياسي والاجتماعي للمرأة في بلفاست، انضمت بيل معهما إلى هذه الجهود. بعد حلول المنظمة البريطانية محلها في أبريل 1914، تفككت الجمعية الأقدم بشكل رسمي.
في اليوم التالي من إعلان بدء تنظيم الاتحاد الاجتماعي والسياسي للمرأة في صحف بلفاست، أعلن مجلس حزب ألستر الوحدوي بدء الحكومة المؤقتة (الجاهزة لأولستر في حالة إنشاء برلمان الحكم الذاتي في دبلن) في توسيع الأصوات لتضم النساء. بالنسبة إلى البرلمان الإيرلندي، لم يوافق القوميون على مثل هذا التعهد. لم يدم ما أشادت به إليزابيث مكراكين (الكاتبة «إل. إيه. إم. بريستلي» التي تبعت بيل من جمعية «دبليو إس إس» الإيرلندية) ووصفته بأنه «زواج الاتحادية من حق المرأة في الاقتراع» ولم يتمكن من الصمود إلى نهاية الشتاء. في مارس 1914، بعد تعرضه للإزعاج بواسطة الصحافة لمدة أربعة أيام في لندن، قرر إدوارد كارتون أن الاتحاديين غير قادرين على اتخاذ موقف بشأن قضية مثيرة للخلاف مثل حق المرأة في الاقتراع. في اجتماع حاصل في قاعة أولستر في بلفاست، أعلنت إيفانز نهاية «الهدنة التي عقدناها مع أولستر».
شاركت بيل بنشاط في الحملة النضالية التي تلت تلك الأحداث. عملت المناضلات على إحراق خمسة مباني مملوكة للاتحاديين وتدميرها، إلى جانب المرافق الترفيهية الخاصة بالذكور، بما في ذلك نادي نوك للغولف، ونادي نيوتاوناردز للسباق ونادي بلفاست للبولينغ والتنس. في 31 يوليو 1914، في خطة بالتعاون مع إيفانز، فجرت ليليان ميتج مذبح كاتدرائية ليسبورن. حرصت بيل دائمًا على التأكد من خلو العقارات قبل إشعال النار فيها، وأُلقي القبض عليها مع 12 مناضلة أخرى من ناشطات حق المرأة في الاقتراع.
توقفت محاكماتهن وإجراءات إصدار الحكم بحقهن بسبب الحرب الأوروبية. بعد إعلان الحرب على ألمانيا في 4 أغسطس، أعلنت بريطانيا عفوًا عامًا عن السجينات المطالبات بحق المرأة في الاقتراع. ردت كريستابيل بانكيرست، على الرغم من اعتراض إيفانز، وبيل، ومكراكن وأخريات، بتوجيه الوقف الفوري والمطلق لحملة حق الاقتراع في جميع أنحاء بريطانيا وإغلاق مكاتب الاتحاد الاجتماعي والسياسي للمرأة في بلفاست.